# Letana bulbosa
Letana bulbosa är en insektsart som beskrevs av Sigfrid Ingrisch 1990. Letana bulbosa ingår i släktet Letana och familjen vårtbitare. Inga underarter finns listade i Catalogue of Life.